# Бурна нощ в Джерико
„Бурна нощ в Джерико“ (на английски: Rough Night in Jericho) е уестърн на режисьора Арнолд Лейвън, който излиза на екран през 1967 година.

## Сюжет
Бившият шериф Бен Хикман и вдовицата със силна воля Моли Ланг решават да създадат компания за пътнически превози в град Джерико. Но на пътя на единственото независимо бизнес-начинание в града стои местния бос Алекс Флут, който държи да притежава 51% от всичко. И сблъсъкът е неизбежен. На помощ на двамата ентусиасти, макар и с известни колебания в шансовете за успех, се притичва приятелят на Бен - Долан.

## В ролите
| Актьор          | Роля        |
| --------------- | ----------- |
| Дийн Мартин     | Алекс Флуд  |
| Джордж Пепард   | Долан       |
| Джийн Симънс    | Моли Ланг   |
| Джон Макинтайър | Бен Хикман  |
| Слим Пикенс     | Ярбро       |
| Дон Галоуей     | Джейс       |
| Брад Уестън     | Тори        |
| Ричард О'Брайън | Франк Райън |
| Карол Андресън  | Клер        |
| Стив Шандор     | Симс        |